# Grandecourt
Grandecourt ist eine Gemeinde im französischen Département Haute-Saône in der Region Bourgogne-Franche-Comté.

## Geographie
Grandecourt liegt auf einer Höhe von 221 m über dem Meeresspiegel, etwa 22 Kilometer westlich der Stadt Vesoul (Luftlinie). Das Dorf erstreckt sich im Westen des Départements, in der leicht gewellten Landschaft nordwestlich des Saônetals, in einer Rodungsinsel im Tal des Ruisseau de Favières.
Die Fläche des 3,39 km² großen Gemeindegebiets umfasst einen Abschnitt im Bereich des Plateaus nördlich des Saônetals. Der zentrale Teil des Gebietes wird vom Tal des Ruisseau de Favières eingenommen, der für die Entwässerung nach Süden zur Saône sorgt. Die Talaue liegt durchschnittlich auf 215 m und weist eine Breite von maximal 500 m auf. Flankiert wird das Tal auf beiden Seiten von einem Plateau, das eine durchschnittliche Höhe von 240 m erreicht. Diese Hochfläche besteht aus einer Wechsellagerung von kalkigen und sandig-mergeligen Sedimenten der oberen Jurazeit. Das Plateau wird durch verschiedene Mulden untergliedert, die sich zum Tal des Ruisseau de Favières öffnen. Grandecourt befindet sich in einer Rodungsinsel, so dass hier landwirtschaftliche Nutzung vorherrscht. Größere Waldflächen gibt es im Bereich der Gemeindegrenzen. Die westliche Abgrenzung bildet der Grand Bois de Theuley. Nach Norden erstreckt sich das Gemeindeareal in den Bois de Vauconcourt und nach Osten auf eine waldige Anhöhe, in der mit 253 m die höchste Erhebung von Grandecourt erreicht wird.
Nachbargemeinden von Grandecourt sind Vauconcourt-Nervezain im Norden, Vy-lès-Rupt im Osten, Fédry und Vanne im Süden sowie Theuley im Westen.

## Geschichte
Urkundlich erwähnt wird Grandecourt im Jahr 1282 als Grandicurtis. Später folgten die Bezeichnungen Grandiscuria (1481) und Grandecort. Der Ortsname leitet sich vom germanischen Personennamen Gunderic und dem altfranzösischen Wort cortem (Hof) ab. Den Ursprung der Siedlung bildete ein Priorat der Augustinerchorherren, das zu Beginn des 12. Jahrhunderts vom Abt von Montbenoît gegründet und 1142 in einer Bulle des Papstes Innozenz II. erwähnt wird. Im Mittelalter gehörte Grandecourt zur Freigrafschaft Burgund und darin zum Gebiet des Bailliage d’Amont. Die Schutzherrschaft über das Priorat hatten die Herren von Fouvent inne. Während des Dreißigjährigen Krieges wurde das Dorf 1636 komplett zerstört, nur die Kirche blieb verschont. Anschließend war der Ort vermutlich rund 60 Jahre nicht bewohnt. Zusammen mit der Franche-Comté gelangte Grandecourt mit dem Frieden von Nimwegen 1678 definitiv an Frankreich. Um 1760 wurde das Priorat endgültig aufgelöst. Zu einer Gebietsveränderung kam es im Jahr 1806, als Grandecourt nach Vy-lès-Rupt eingemeindet wurde. Bereits 1832 erhielt der Ort seine Gemeindeautonomie wieder zurück. Heute ist Grandecourt Mitglied des 42 Ortschaften umfassenden Gemeindeverbandes Communauté de communes des Quatre Rivières.

## Sehenswürdigkeiten
Die romanische Kirche Sainte-Marie-Madeleine gehört zu den ältesten Kirchen der Diözese Besançon und ist als Monument historique klassiert. Sie ist weitgehend in ihrem ursprünglichen Zustand (Beginn des 12. Jahrhunderts) erhalten. Von Bedeutung sind der romanische Altar und Fresken aus dem 12. Jahrhundert, die das Jüngste Gericht zeigen, sowie die Krypta von 1142. Aus dem 19. Jahrhundert stammt das Lavoir, das einst als Waschhaus und Viehtränke diente.

## Bevölkerung
| Jahr                       | 1962 | 1968 | 1975 | 1982 | 1990 | 1999 | 2006 |
| Einwohner                  | 57   | 46   | 38   | 36   | 39   | 33   | 34   |
| Quellen: Cassini und INSEE |      |      |      |      |      |      |      |

Mit 48 Einwohnern (1. Januar 2022) gehört Grandecourt zu den kleinsten Gemeinden des Département Haute-Saône. Nachdem die Einwohnerzahl in der ersten Hälfte des 20. Jahrhunderts deutlich abgenommen hatte (1886 wurden noch 134 Personen gezählt), wurden seit Mitte der 1970er Jahre nur noch geringe Schwankungen verzeichnet.

## Wirtschaft und Infrastruktur
Grandecourt ist noch heute ein vorwiegend durch die Landwirtschaft (Ackerbau, Weinbau, Obstbau und Viehzucht) geprägtes Dorf. Außerhalb des primären Sektors gibt es nur wenige Arbeitsplätze im Ort. Einige Erwerbstätige sind auch Wegpendler, die in den größeren Ortschaften der Umgebung ihrer Arbeit nachgehen.
Die Ortschaft liegt abseits der größeren Durchgangsachsen an einer Departementsstraße, die von Vauconcourt nach Fédry führt. Weitere Straßenverbindungen bestehen mit Vanne, Theuley und Vy-lès-Rupt.